# Genossenschaftliche Rückvergütung
Unter dem Begriff Genossenschaftliche Rückvergütung versteht man im deutschen und im österreichischen Genossenschaftsrecht eine Form der Verteilung des Jahresgewinnes an die Mitglieder. Sie ist abhängig vom Umsatz, den die Genossenschaft aus dem Geschäft mit ihren Mitgliedern erzielt hat. Die Ermittlung der genossenschaftlichen Rückvergütung erfolgt in der Regel anteilmäßig in Bezug auf die mit dem jeweiligen Mitglied im Geschäftsjahr getätigten Umsätze. Rückvergütungen findet man bei Landwirtschaftlichen Waren-, Nutzungs- und Produktionsgenossenschaften sowie bei gewerblichen (Handels-)Genossenschaften und gelegentlich bei Kreditgenossenschaften.

## Bedeutung
Die genossenschaftliche Rückvergütung stellte speziell in den ersten Jahrzehnten nach ihrer Gründung eine besondere Attraktion für die Mitgliedergewinnung und Mitgliederbindung der Konsumgenossenschaften dar. Aufgrund der Verschärfung des Wettbewerbs im Einzelhandel und dem entsprechenden Druck auf die Tagespreise erwiesen sich allerdings Rückvergütungsleistungen in zunehmendem Maße als problematisch. Die generelle Reduktion der Spannen führte dazu, dass die Konsumgenossenschaften vielfach Schwierigkeiten bekamen, die traditionelle Rückvergütung zu erwirtschaften, die noch in vielen Ländern als eines der wichtigsten Genossenschaftscharakteristika angesehen wird. Die Einbehaltung eines Teiles der Rückvergütung stellte in der Vergangenheit auch eine traditionelle Quelle zusätzlichen Eigenkapitals der Genossenschaften dar. Das Verschwinden der Rückvergütung wurde darum nicht nur zu einem Problem genossenschaftlicher Identität, sondern auch der Eigenfinanzierung, denn Mitglieder, die keine Rückvergütung erhalten, tendieren dazu, auch ihre Geschäftsanteile zurückzuziehen.

## Rechtliche Einordnung
Die genossenschaftliche Rückvergütung ist keine Gewinnausschüttung und kein Rabatt für Einzeltransaktionen, sondern die (partielle) Verteilung des im Berichtsjahr erzielten Rohüberschusses. Sie ist Ausdruck des Grundgedankens, dass eine Genossenschaft nicht auf Gewinnerzielung gerichtet ist und bedeutet aus Sicht des Mitgliedes eine pauschalierte Anpassung des von ihm an die Genossenschaft gezahlten Preises für Waren und Dienstleistungen. Die genossenschaftliche Rückvergütung beruht auf dem Prinzip, dass die zwischen Mitglied und Genossenschaft getätigten Transaktionen zu Tagespreisen abgewickelt werden. Die nachträgliche Verteilung nach der Inanspruchnahme des genossenschaftlichen Geschäftsbetriebs ist Teil der genossenschaftlichen Förderleistung.
Genossenschaftliche Rückvergütungen sind von allgemeinen Rückvergütungen in Form von Skonti, Rabatten oder Boni abzugrenzen, die im Gegensatz zu den genossenschaftlichen Rückvergütungen an alle Kunden der Genossenschaft gewährt werden.

## Rechtliche Situation in Deutschland

### Rechtshistorische Entwicklung
Diese besondere Form der Rückvergütung entstand bereits im 19. Jahrhundert in Form von Warenrückvergütungen. Bedeutung erlangte sie im Zusammenhang mit der Besteuerung von Genossenschaften und war in der Entscheidung des Preußischen Oberverwaltungsgerichts vom 14. Oktober 1897 erstmals Gegenstand der Rechtsprechung. Zur ertragsteuerlichen Behandlung enthielten die Körperschaftsteuergesetze aus den Jahren 1920 und 1925 zunächst eine nahezu vollständige Steuerbefreiung für Genossenschaften und deren Einkommen, erst das Körperschaftsteuergesetz 1934 enthielt eine Steuerpflicht der Genossenschaften, die vergleichbar mit anderen Körperschaften des Privatrechts war. Aufgrund einer Ermächtigung im KStG 1934 erging am 8. Dezember 1939 die „VO über die KSt der Erwerbs- und Wirtschaftsgenossenschaften“, in der erstmals die Abziehbarkeit von Warenrückvergütungen bei der Gewinnermittlung der Genossenschaft geregelt wurde. Mit Urteil vom 25. August 1953 erklärte der Bundesfinanzhof diese Regelung für erloschen, woraufhin mit § 35 KStDV 1955 vom 23. Dezember 1955 die steuerliche Behandlung der Warenrückvergütungen in der Form normiert wurde, wie sie schlussendlich in der aktuell gültigen Fassung von § 22 KStG zu finden ist.
Eine gesetzliche Grundlage für die genossenschaftliche Rückvergütung gibt es im deutschen und österreichischen Genossenschaftsgesetz nicht. Im Gegensatz dazu findet sich für die Europäische Genossenschaft in Art. 66 der Verordnung (EG) Nr. 1435/2003 des Rates vom 22. Juli 2003 über das Statut der Europäischen Genossenschaft (SCE) eine ausdrückliche Regelung zu Rückvergütungen.

### Steuerliche Behandlung
Genossenschaftliche Rückvergütungen sind ihrem Wesen nach eine Form der Gewinnverteilung, da sie ihre Ursache in der Mitgliedschaft haben. Da eine Genossenschaft nicht auf Gewinnerzielung ausgerichtet ist, soll der von ihr im Geschäft mit den Mitgliedern erzielte Gewinn an die Mitglieder zurückgegeben werden. Dies geschieht in Form der genossenschaftlichen Rückvergütung. Aufgrund dieser Doppelfunktion sieht § 22 KStG den grundsätzlichen Abzug dieser Rückvergütungen als Betriebsausgabe vor, schränkt ihn aber zugleich der Höhe nach ein. Im Ergebnis soll dadurch erreicht werden, dass die genossenschaftliche Rückvergütung nur insoweit als Betriebsausgabe abgezogen werden kann, wie sie im Mitgliedergeschäft tatsächlich erwirtschaftet wurde.
Umsatzsteuerlich handelt es sich bei der genossenschaftlichen Rückvergütung um eine nachträgliche Erhöhung des Entgeltes im Sinne von § 17 UStG für die Umsätze im Mitgliedergeschäft. Im Ergebnis ist die auf genossenschaftliche Rückvergütung entfallende Umsatzsteuer auf Seiten der Genossenschaft als Vorsteuer abzugsfähig, während sie das Mitglied als Umsatzsteuer an das Finanzamt zahlen muss.
Die genossenschaftlichen Rückvergütungen sind im Jahresabschluss des Jahres, zu dem sie wirtschaftlich gehören, als Verbindlichkeit bzw. als Rückstellung zu passivieren.

## Rechtliche Situation in Österreich

### Steuerliche Behandlung
Nach dem österreichischen Körperschaftsteuergesetz stellen nach dar § 8 Abs. 3 Ziff. 2 KStG genossenschaftliche Rückvergütungen eine Form der Einkommensverwendung dar und sind damit nicht als Betriebsausgabe abziehbar. Aus Sicht des Mitgliedes liegen Einkünfte aus Kapitalvermögen vor, die der Kapitalertragsteuer unterliegen. Ist das Mitglied eine juristische Person, kommt die Anwendung der Steuerbefreiung nach § 10 Abs. 1 Ziff. 2 KStG in Betracht.